# Léon Luc de Corleone
Pour les articles homonymes, voir Saint Léon et Saint Luc.
Léon Luc (Leoluca) (Corleone, vers 815 - Vibo Valentia (autrefois Monteleone Calabro), 915), est vénéré comme saint par les Églises catholique et orthodoxe. Moine basilien et abbé de Vena Inferiore (Vibo Valentia) en Calabre (d'environ 858 à 915), il est l'un des fondateurs du monachisme italo-grec ou italo-byzantin de l'Italie du Sud, ainsi qu'un faiseur de miracles réputé. Sa fête est le 1er mars.

## Vie
Né vers 815, un peu avant la conquête musulmane de la Sicile, Léon vit au sein d’une famille d’éleveurs prospère et profondément croyante. De nature docile et réceptive, sensible à l'éminence du monde et de son créateur, il grandit en vertu, se sentant de plus en plus appelé à la vie religieuse. Dans un premier temps, à la suite de ses études, il s’occupe des troupeaux et contribue à la gestion du domaine.
Jeune adulte, il perd l’un après l’autre ses deux parents. Il décide alors de vendre la propriété en donnant l’argent aux pauvres. Puis il se fait novice au monastère basilien San Filippo d'Agira dans la province d’Enna. 	
Fuyant les troupes sarrasines, vers 835, il quitte le lieu sicilien pour la Calabre et rejoint une communauté monastique basée auprès de la montagne Mula (San Donato di Ninea). Il devient disciple de l'higoumène  Christophe, qui le revêt de l'habit monastique et lui fait rajouter Luc à son nom de baptême. Se montrant avantageusement disposé aux vertus et à l’obéissance, le supérieur le choisit six ans plus tard pour l’aider à fonder un autre monastère sur le territoire dit du Mercurion (it), probablement à Mormanno, près du massif du Pollino, réputé pour être devenu un important centre de spiritualité et de religiosité.
Vers 848 (Léon Luc ayant environ 33 ans), ils s’emploient à bâtir un autre lieu de prière fraternelle à Vena Inferiore (Vibo Valentia). Dix ans plus tard, l’higoumène le choisit à l’approche de la mort comme son successeur, ce qui va être durant environ 57 ans, mourant centenaire ou à peu près le 1er mars 915. À son tour, sur son lit de mort, il désigne le sien entouré de ses meilleurs disciples, Théodore et Euthyme, et quelques-autres. Ce sera Théodore. Durant sa charge, il exerça une fonction thaumaturgique importante aidant à guérir des lépreux, des paralytiques et des possédés. Il effectua également un court pèlerinage à Rome, principalement pour se recueillir auprès des tombeaux des apôtres Pierre et Paul.

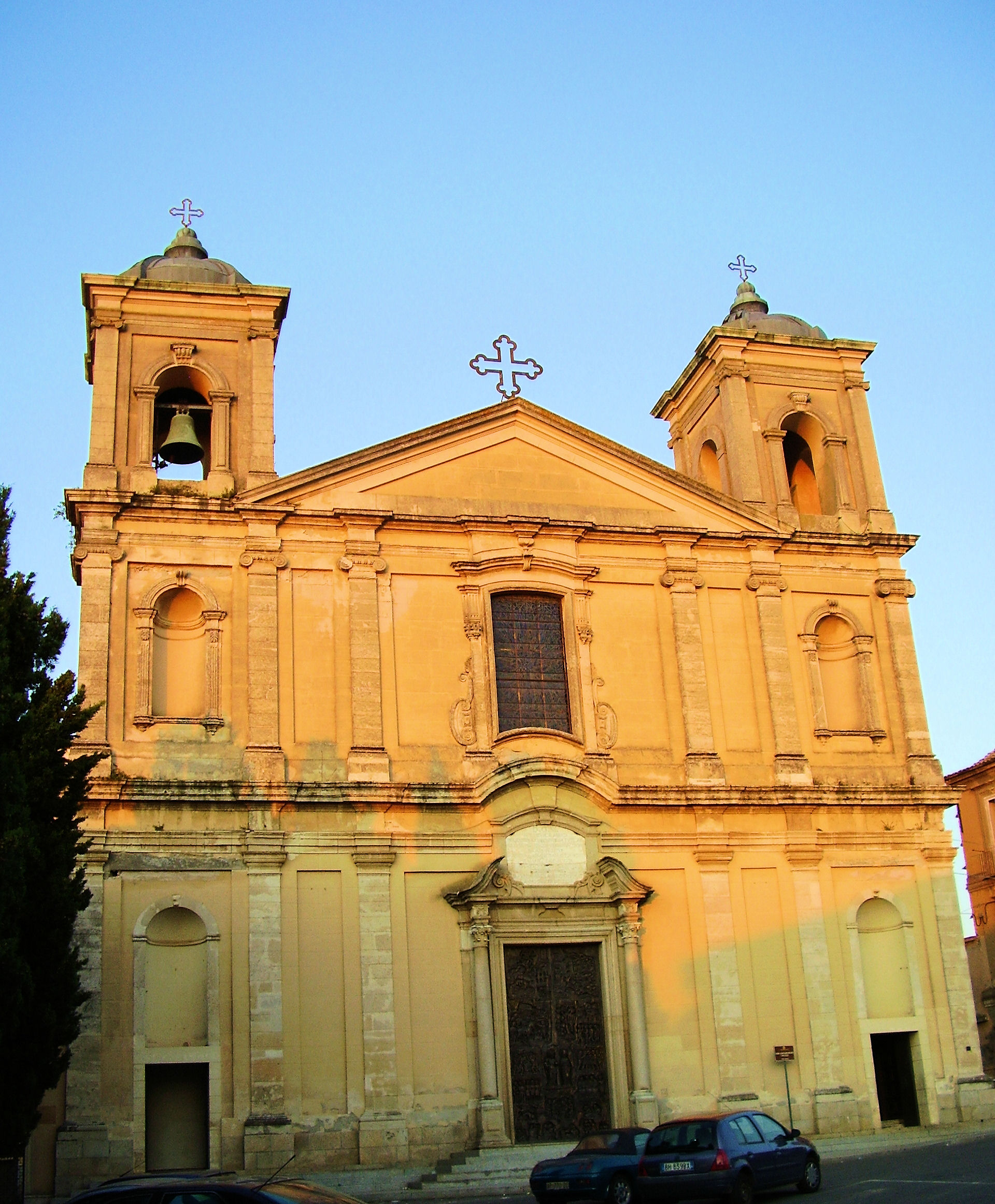
L'église Sainte-Marie-Majeure-et-Saint-Léon-Luc à Vibo Valentia.

## Culte
Du monastère de Vena, où il mourut, il fut ensuite transféré à Monteleone (aujourd'hui Vibo Valentia) en Calabre, où une église fut érigée en son honneur. Son culte a fait son chemin lentement et ce n'est qu'au XIIIe siècle que l'on trouve la trace d'une église qui lui est dédiée à l'endroit où, selon la tradition, il est né. On lui attribue la préservation de la ville de Corleone lors d’une épidémie de peste en 1575, ainsi qu’une apparition avec saint Antoine le Grand qui contribua à empêcher l'invasion de Corleone par les Bourbons le 27 mai 1860.
En 2006, ses reliques semblent avoir été retrouvées à l'intérieur d'une cavité de l'église de Santa Ruba, dans la municipalité de San Gregorio d'Ippona, un petit village à environ deux kilomètres de Vibo Valentia. Cette église était à l'origine rattachée à un monastère basilien, qui semble avoir persisté du Xe siècle jusqu'en 1908, date à laquelle le monastère a été abandonné en raison des dommages causés par le tremblement de terre de 1905 en Calabre. Elle est dédiée à Santa Maria della Salute (Sainte-Marie-de-la-Santé).

## Patronage
Saint patron de la ville de Vibo Valentia et de Corleone. À Vibo Valentia, le jour de sa fête, le corps des pompiers lui rend hommage en déposant une couronne de fleurs aux pieds de sa statue placée en hauteur sur la façade de l'église principale (Sainte-Marie-Majeure-et-Saint-Léon-Luc), au moyen d’une échelle de pompiers.
Selon certaines théories, Corleone dériverait de Cor leonis, c'est-à-dire "terre du lion", tout comme Monteleone (aujourd'hui Vibo Valentia) dériverait de Mons leonis, c'est-à-dire "mont du lion".

## Source
- (it) Cet article est partiellement ou en totalité issu de l’article de Wikipédia en italien intitulé « Leoluca di Corleone » (voir la liste des auteurs).